# Urban Gad
Urban Gad, all'anagrafe Peter Urban Gad (Korsør, 12 febbraio 1879 – Copenaghen, 26 dicembre 1947), è stato un regista e sceneggiatore danese.
Diresse 40 film tra il 1910 e il 1927. Sua moglie, Asta Nielsen recitò in 30 suoi film, nonché nel suo film di debutto del 1910, L'abisso. Si trasferirono in Germania nel 1911.
Paul Gauguin era suo zio; sua madre Emma Gad era molto conosciuta in Danimarca come commediografa ed esperta di buone maniere.

## Filmografia

### Regista
- En rekrut fra 64, co-regia di Alexander Christian - cortometraggio (1910)
- Gennem Kamp til Sejr - cortometraggio (1910)
- L'abisso (Afgrunden) - cortometraggio (1910)
- Sangue bollente (Heißes Blut) - cortometraggio (1911)
- Nachtfalter - cortometraggio (1911)
- Gennem Kamp til Sejr (1911)
- Il sogno nero (Den sorte drøm) (1911)
- In dem großen Augenblick - cortometraggio (1911)
- Zigeunerblut - cortometraggio (1911)
- Der fremde Vogel (1911)
- Dyrekøbt glimmer - cortometraggio (1911)
- La traditrice (Die Verräterin) - cortometraggio (1911)
- Den store flyver - cortometraggio (1911)
- Die Macht des Goldes (1912)
- La povera Jenny (Die arme Jenny) (1912)
- Spinto alla morte (Zu Tode gehetzt) (1912)
- Der Totentanz (1912)
- Le figlie del generale (Die Kinder des Generals) (1912)
- Wenn die Maske fällt (1912)
- Det berygtede Hus
- Das Mädchen ohne Vaterland (1912)
- Il romanzo della cavallerizza (Komödianten)  (1913)
- Jugend und Tollheit (1913)
- I delitti dei padri (Die Sünden der Väter) (1913)
- Morte a Siviglia (Der Tod in Sevilla) (1913)
- La suffragetta (Die Suffragette) (1913)
- Aeroplano militare S 1 (S 1)
- La regina del cinema (Die Filmprimadonna) (1913)
- Engelein - Mimisches Lustspiel
- Emma og Urban Gad i hjemmet
- Mignonette (Engelein) (1914)
- Mater dolorosa (Das Kind ruft)
- I briganti del Caucaso (Zapatas Bande)
- Das Feuer
- Standrechtlich erschossen
- Das Feuer. Die alte Gnädige
- Vordertreppe - Hintertreppe (1915)
- Die Tochter der Landstraße
- Die falsche Asta Nielsen
- Die ewige Nacht
- Engeleins Hochzeit (1916)
- Die weißen Rosen (1916)
- Aschenbrödel (1916)
- La cicatrice rossa (Der rote Streifen)
- Der breite Weg
- Die verschlossene Tür
- Klosterfriede
- Vendetta del passato (Die Vergangenheit rächt sich)
- Die Gespensterstunde
- Vera Panina
- Die neue Daliah
- Il cleptomane (Die Kleptomanin)
- Sospettata senza colpa (Der schuldlose Verdacht)
- Il gioiello del Rajach (Der Schmuck des Rajah)
- Ricordo fatale (Das verhängnisvolle Andenken)
- Das sterbende Modell
- Il gioco dell'amore e della morte (Das Spiel von Liebe und Tod)
- Weltbrand
- Che ragazza! (So ein Mädel)
- L'ebbrezza di vivere (Der Abgrund der Seelen)
- Ich bin Du
- Mio marito redattore notturno (Mein Mann - Der Nachtredakteur)
- Der Liebeskorridor
- Christian Wahnschaffe, 2. Teil - Die Flucht aus dem goldenen Kerker
- Der vergiftete Strom
- Die Insel der Verschollenen
- Paradiso di Nennella (Hanneles Himmelfahrt) (1922)
- Graf Festenberg, co-regia di Frederic Zelnik (1922)
- Lykkehjulet

### Sceneggiatore
- L'abisso (Afgrunden), regia di Urban Gad (1910)
- Sangue bollente (Heißes Blut), regia di Urban Gad (1911)
- Nachtfalter, regia di Urban Gad (1911)
- Il sogno nero (Den sorte drøm), regia di Urban Gad  (1911)
- Im großen Augenblick, regia di Urban Gad (1911)
- Der fremde Vogel, regia di Urban Gad (1911)
- Die Macht des Goldes, regia di Urban Gad (1912)
- La povera Jenny (Die arme Jenny), regia di Urban Gad (1912)
- Spinto alla morte (Zu Tode gehetzt)
- Der Totentanz
- Il romanzo della cavallerizza (Komödianten), regia di Urban Gad  (1913)
- Jugend und Tollheit, regia di Urban Gad (1913)
- I delitti dei padri (Die Sünden der Väter), regia di Urban Gad (1913)
- Morte a Siviglia (Der Tod in Sevilla)
- La suffragetta (Die Suffragette), regia di Urban Gad (1913)
- Aeroplano militare S 1 (S 1)
- La regina del cinema (Die Filmprimadonna), regia di Urban Gad (1913)
- Mignonette (Engelein), regia di Urban Gad (1913)
- Mater dolorosa (Das Kind ruft)
- I briganti del Caucaso (Zapatas Bande)
- Das Feuer
- Vordertreppe - Hintertreppe
- Die Tochter der Landstraße
- Die ewige Nacht
- Engeleins Hochzeit
- Die weißen Rosen
- Aschenbrödel, regia di Urban Gad (1916)
- La cicatrice rossa (Der rote Streifen)
- Der breite Weg
- Die verschlossene Tür
- Vendetta del passato (Die Vergangenheit rächt sich)
- Die Gespensterstunde
- Il gioco dell'amore e della morte (Das Spiel von Liebe und Tod)
- L'ebbrezza di vivere (Der Abgrund der Seelen)
- Lykkehjulet